# Storenomorpha joyaus
Storenomorpha joyaus là một loài nhện trong họ Zodariidae.
Loài này thuộc chi Storenomorpha. Storenomorpha joyaus được Benoy Krishna Tikader miêu tả năm 1970.